# Вулиця Кондратюка (Львів)
Ву́лиця Ю́рія Кондратюка́ — вулиця у Залізничному районі міста Львова, в місцевості Левандівка. Має Г-подібну форму. Сполучає вулиці Орельську та Самарську з вулицею Рудненською. Нумерація будинків бере початок від вулиці Орельської. Вулиця має ґрунтове покриття, хідники відсутні.

## Історія
Вулиця утворилася в межах колишнього підміського села Левандівка та була одним з чисельних відгалужень від тодішньої вулиця Костюшка (нині — вулиця Рудненська). 1926 року отримала назву вулиця Костюшка бічна, на честь національного героя Польщі Тадеуша Костюшка. 1933 року була перейменована на Фільваркову, а 1946 року на Дворову. У 1963 році отримала сучасну назву на честь українського вченого-винахідника в галузі космічної науки Юрія Кондратюка.
Забудова одноповерхова садибна 1960—2000-х років.

## Галерея

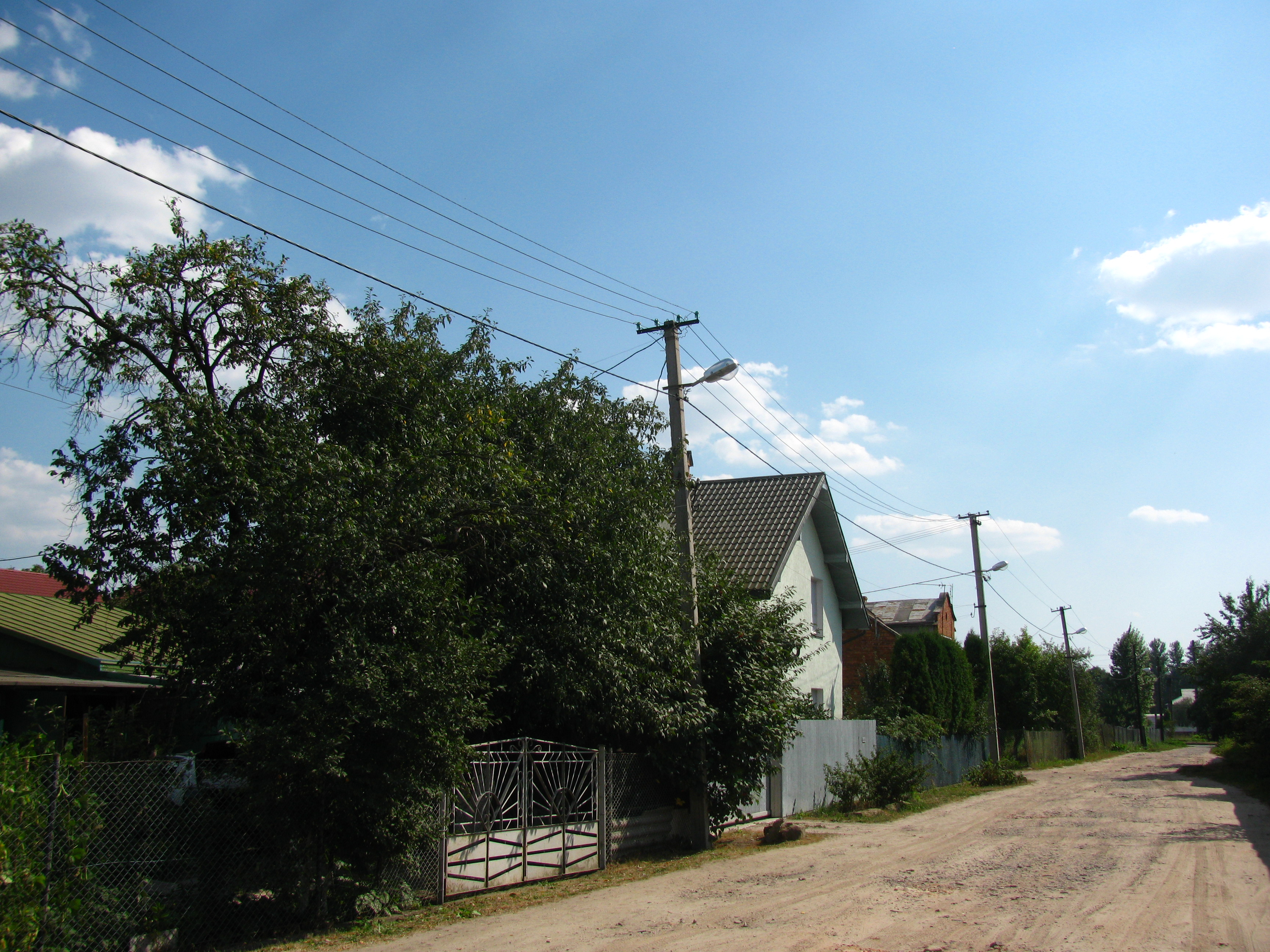
Вулиця Кондратюка. Вигляд від вулиці Темницьких
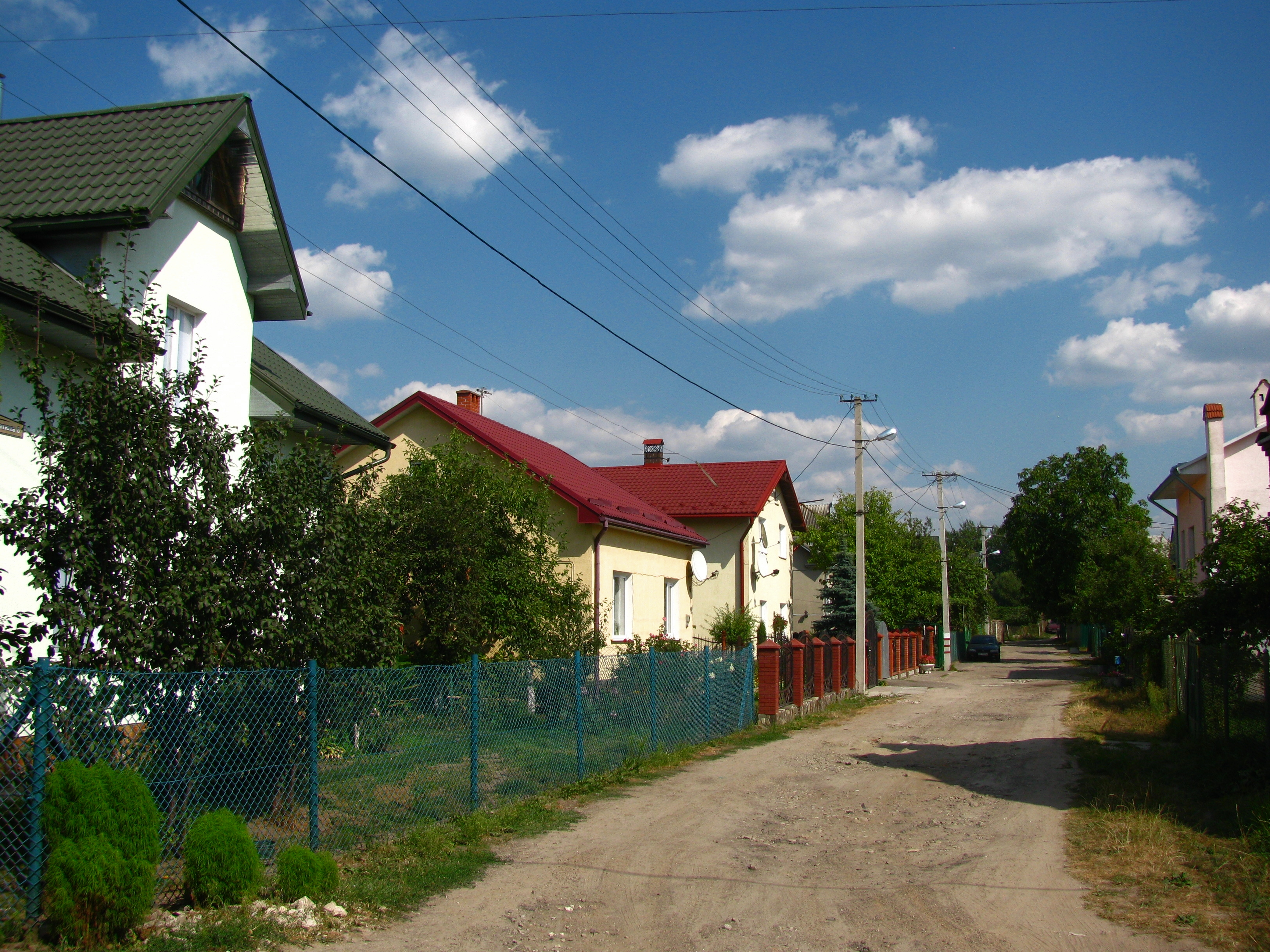
Вулиця Кондратюка. Вигляд від вулиці Орельської
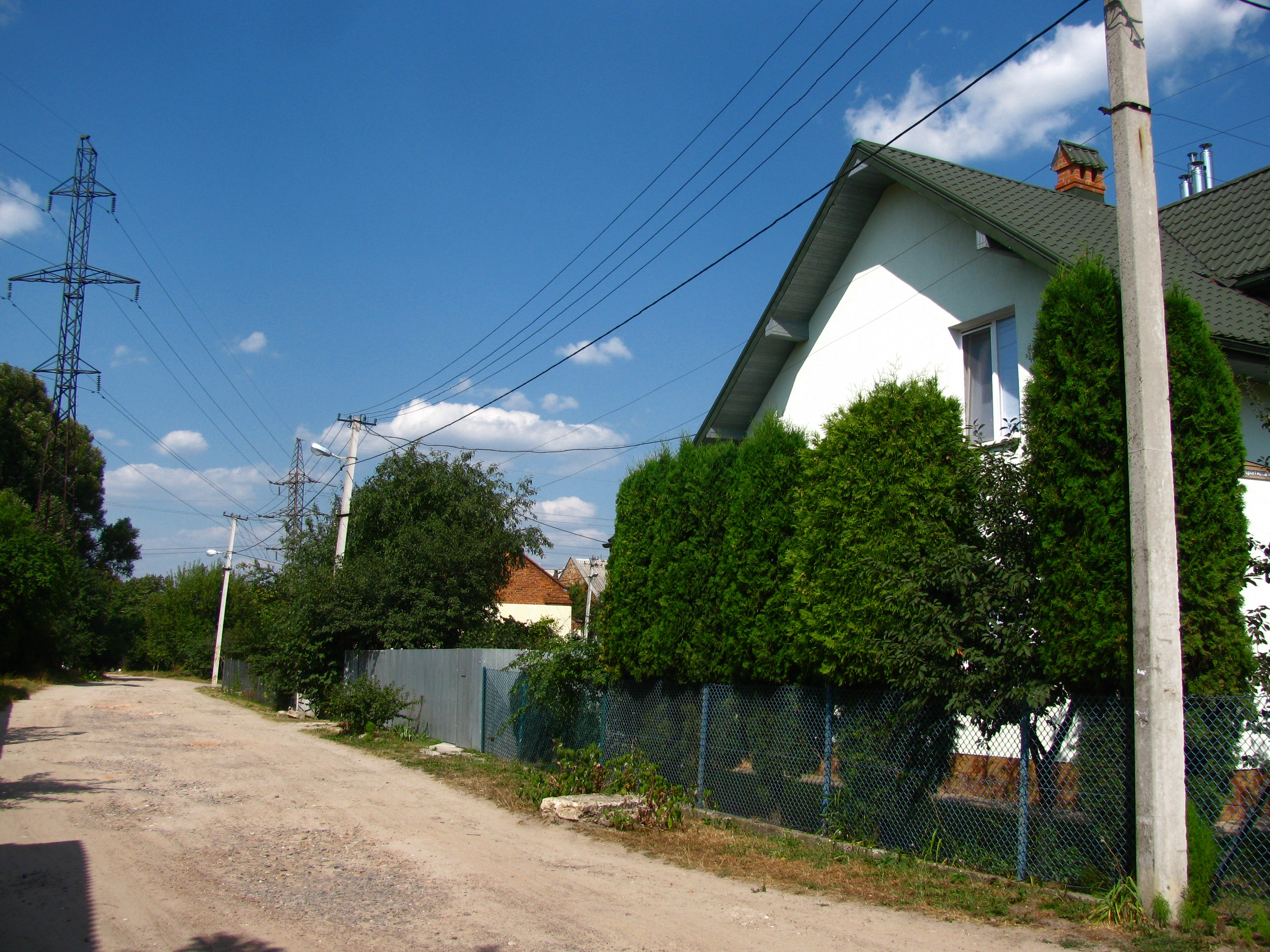
Вулиця Кондратюка. Вигляд від вулиці Темницьких
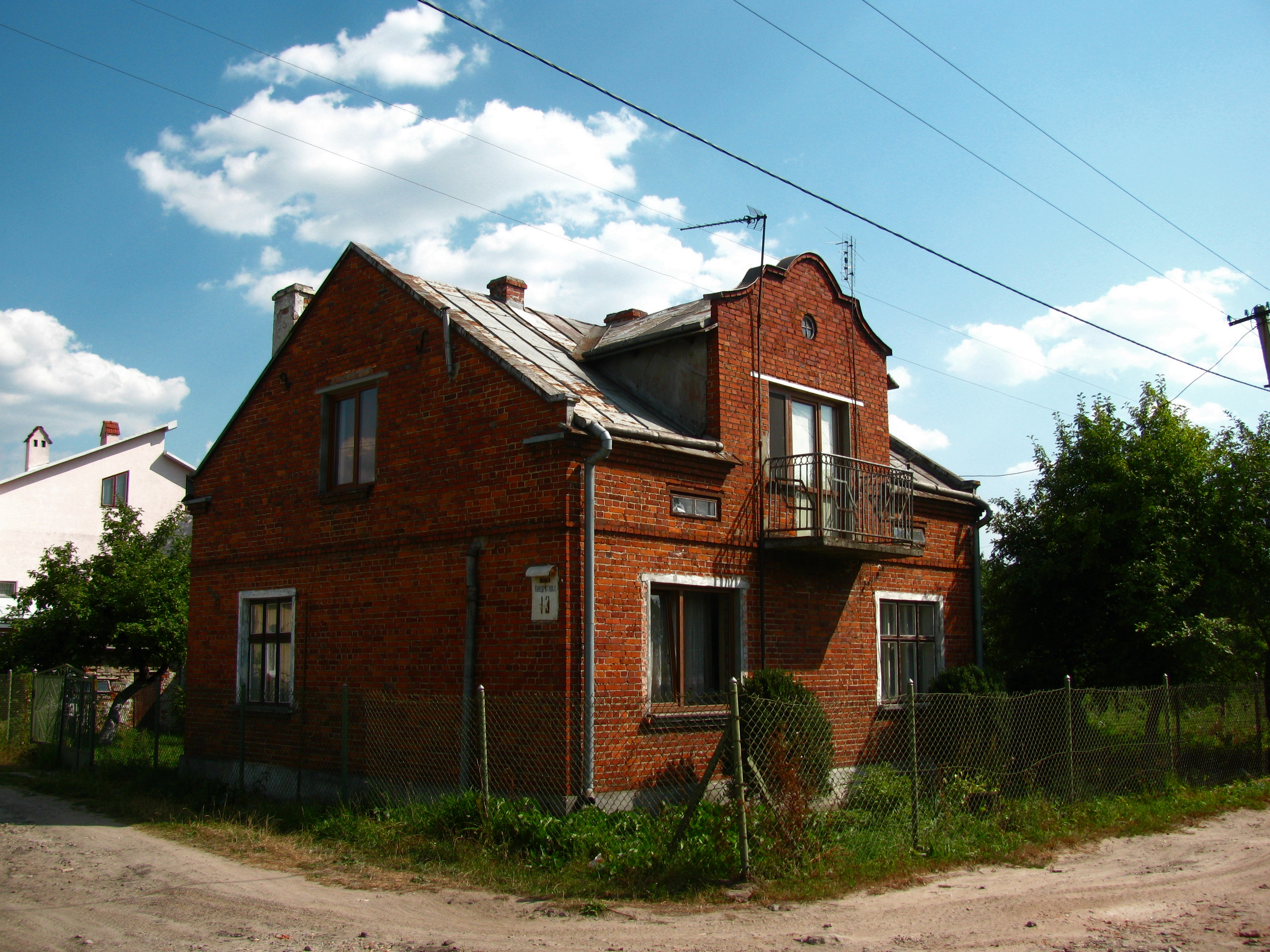
Житловий будинок (вул. Кондратюка, 13)